# António Freitas (Beamter, 1973)

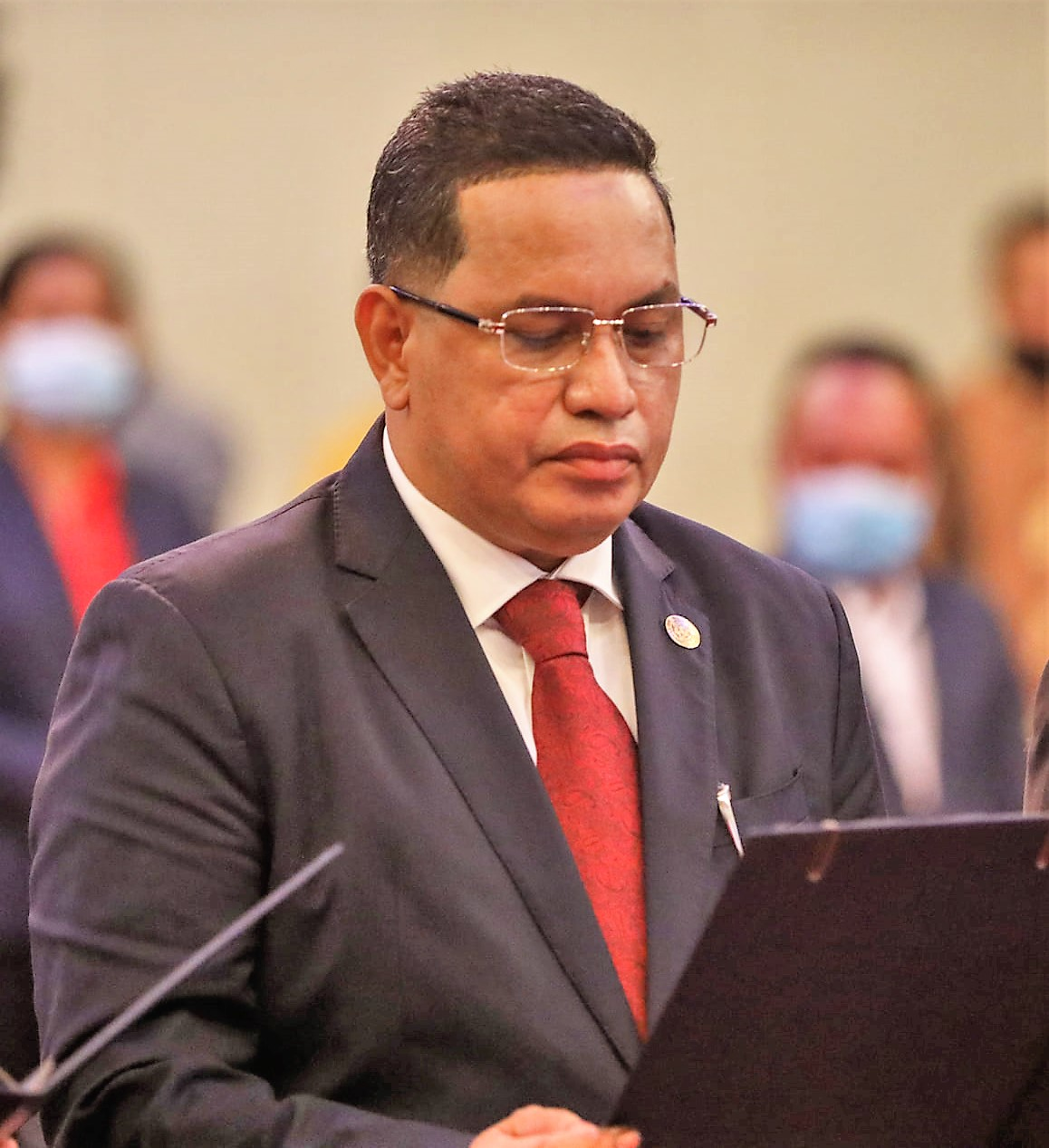
António Freitas bei seiner Vereidigung zum Vizeminister (2022)

António Freitas (* 5. August 1973 in Dili, Portugiesisch-Timor) ist ein osttimoresischer Beamter und Politiker.

## Werdegang
1997 schloss er ein Studium in Economic and Financial Management an der University STIEKN Jaya Negara im indonesischen Malang ab. 2008 erhielt er einen Master-Titel in Financial Management an derselben Universität.
1998 wurde Freitas Beamter in der Abteilung für Personalbeschaffung des Distrikts Dili. Zu diesem Zeitpunkt war Osttimor noch von Indonesien besetzt. 1999 kam es unter UN-Verwaltung und 2002 wurde es unabhängig. Freitas wurde 2004 Nationaldirektor der Budgetabteilung im Finanzministerium und im Dezember 2009 Generaldirektor für Analyse und Forschung, wo er die technische Gruppe für die Volkszählung 2010 leitete. Zusätzlich war er ab 2009 der Vertreter des Finanzministeriums im Verwaltungsrat der Timor Telecom. Im Juni 2013 wurde Freitas Generaldirektor des Direcção-Geral de Estatística. Er war somit Chef der drei Direktorate des statistischen Amtes von Osttimor. In seine Amtszeit fiel auch die Volkszählung von 2015. Am 1. Juli 2016 wurde Freitas von Elias dos Santos Ferreira als Generaldirektor abgelöst.
Am 22. März 2022 wurde Freitas zum Vizeminister für Finanzen VMF vereidigt und löste damit Sara Lobo Brites ab. Das Amt hatte er bis zum Ende der Legislaturperiode am 30. Juni 2023 inne.